# تپه چیاکوه
تپه چیاکوه مربوط به دوره اشکانیان - دوره ساسانیان است و در شهرستان کرمانشاه، بخش مرکزی، دهستان میان دربند، ۱۰۰ متری جنوب روستای خوشینان علیا، حاشیه غربی دشت واقع شده و این اثر در تاریخ ۲۵ آبان ۱۳۸۷ با شمارهٔ ثبت ۲۳۸۵۳ به‌عنوان یکی از آثار ملی ایران به ثبت رسیده است.